# نيك ويليس
نيك ويليس (بالإنجليزية: Nick Willis) (و. 1983  م) هو عداء المسافات المتوسطة، من نيوزيلندا، ولد في لور هوت، شارك في الألعاب الأولمبية الصيفية 2008، وألعاب القوى في الألعاب الأولمبية الصيفية 2016، ودورة ألعاب الكومنولث 2014، والألعاب الأولمبية الصيفية 2004، وألعاب أولمبية صيفية 2012، ودورة ألعاب الكومنولث 2010.

## التعليم
تعلم في ثانوية هوت فالي ‏.

## جوائز
حصل على جوائز منها:
- نيشان الاستحقاق لنيوزيلندا.

## روابط خارجية
- نيك ويليس على موقع الاتحاد الدولي لألعاب القوى (الإنجليزية)
- نيك ويليس على موقع الدوري الماسي (الإنجليزية)
- نيك ويليس على موقع اللجنة الأولمبية الدولية (الإنجليزية)
- نيك ويليس على موقع أوليمبيديا (الإنجليزية)
- نيك ويليس على موقع اللجنة الأولمبية النيوزيلندية (الإنجليزية)
- نيك ويليس على موقع اتحاد ألعاب الكومنولث (مؤرشف) (الإنجليزية)